# Andy Pengelly
Andy Pengelly (* 19. Juli 1997 in Australien), mit vollständigen Namen Andrew John Pengelly, ist ein australischer Fußballspieler.

## Karriere
Andy Pengelly spielte bis 2019 bei den Brisbane Strikers. Der Verein aus dem australischen Brisbane, einer Stadt im Bundesstaat Queensland im Nordosten Australiens, spielte in der zweiten Liga, der NPL Queensland. In 26 Spielen schoss er 41 Tore. 2020 verließ er Australien und ging nach Singapur. Hier unterschrieb er einen Vertrag bei den Lion City Sailors. Der Verein spielt in der ersten singapurischen Liga, der Singapore Premier League. Bisher absolvierte er zwei Erstligaspiele. Für die Sailors stand er zweimal in der ersten Liga auf dem Spielfeld. Am 15. Juli 2020 kehrte er nach Australien zurück. Hier schloss er sich dem Peninsula Power FC an. Der Verein aus Redcliffe spielte in der NPL Queensland.